# هاری
هاری (به انگلیسی: rabies) نوعی بیماری ویروسی است که موجب التهاب مغزی حاد در انسان و برخی پستانداران دیگر می‌شود. علائم اولیه می‌تواند شامل تب و گزگز در محل گزیدگی باشد. این علائم معمولاً با یک یا چند مورد از علائمی چون تهوع، استفراغ، رفتارهای خشونت‌آمیز، هیجان کنترل‌نشده، ترس از آب، ناتوانی در حرکت بخشی از بدن، گیجی و از دست دادن هوشیاری همراه می‌شود. پس از ظاهر شدن علائم این بیماری، نتیجه عملاً همیشه مرگ است. فاصلهٔ زمانی بین ورود ویروس و شروع علائم، معمولاً یک تا سه ماه است اما می‌تواند از کمتر از یک هفته تا بیش از یک سال متغیر باشد. ویروس از طریق بزاق حیوان مبتلا به هاری و پس از گازگرفتگی یا ایجاد خراش، وارد بدن انسان و سایر جانوران شده و پس از ورود به اعصاب محیطی، به‌سوی دستگاه عصبی مرکزی رفته و شروع به تکثیر می‌نماید. زمان ابتلا و شروع علائم بیماری، بستگی به مسافتی دارد که ویروس باید در طول اعصاب محیطی طی کند تا به دستگاه عصبی مرکزی برسد.
چند ویروس از خانوادهٔ لیساویروس‌ها مانند ویروس هاری و لیسا ویروس خفاش استرالیایی این بیماری را ایجاد می‌کنند. تماس بزاق حیوان آلوده با چشم، دهان یا بینی نیز می‌تواند باعث انتقال هاری شود. در سطح جهانی، سگ‌ها شایع‌ترین حیوانی هستند که درگیر این بیماری می‌شوند. در کشورهایی که سگ‌ها معمولاً به این بیماری مبتلا هستند، بیش از ۹۹ درصد از موارد هاری، نتیجهٔ مستقیم گاز گرفتن سگ است. در قارهٔ آمریکا، گزیده شدن توسط خفاش، شایع‌ترین عامل عفونت هاری در انسان است و کمتر از ۵ درصد موارد از طریق گاز گرفتن سگ‌ها است. جوندگان به ندرت به هاری مبتلا می‌شوند. این بیماری تنها پس از شروع علائم قابل تشخیص است.
مرگ در صورت ابتلا به هاری تقریباً قطعی است و تا سال ۲۰۱۶، تنها ۱۴ انسان، پس از بروز علائم، از هاری جان سالم به‌در برده‌اند. نجات یک دختر ۱۵ ساله از هاری در ویسکانسین، ایالات متحدهٔ آمریکا در سال ۲۰۰۴ اولین مورد گزارش‌شده از غلبهٔ دستگاه ایمنی انسان بر این بیماری بدون استفاده از درمان‌های خاص ضد هاری بود.
رئیس سازمان جهانی بهداشت حیوانات می‌گوید: «تا ۷۰ هزار کودک هستند که هر سال به‌طور دردناکی می‌میرند و رسانه‌ها آن را پوشش نمی‌دهند اما وقتی بیماری مِرس ۲۰۰ آدم پیر را می‌کشد به آن توجه می‌شود.»
گزارشی که «اتحاد جهانی علیه هاری» در سال ۲۰۱۵ منتشر کرده نشان می‌دهد سالانه حدود ۵۹٬۰۰۰ نفر در جهان با ابتلا به این بیماری جان خود را از دست می‌دهند. بیش از ۹۵ درصد از مرگ و میر انسان بر اثر هاری در آفریقا و آسیا رخ می‌دهد.
برنامه‌های کنترل حیوانات و واکسیناسیون، خطر ابتلا به هاری از سگ‌ها را در برخی از مناطق جهان کاهش داده‌است. ایمن‌سازی پیش از گزیدگی در افرادِ در معرض خطر از جمله کسانی که با سگ‌ها یا خفاش‌ها کار می‌کنند یا دوره‌های طولانی را در مناطقی از جهان که هاری شایع است سپری می‌کنند، توصیه می‌شود. واکسن هاری و گاهی ایمونوگلوبولین هاری در صورتی‌که پیش از شروع علائم هاری تجویز شوند، در پیشگیری بسیار مؤثر هستند. پیشگیری پس از در معرض قرارگرفتن اگر در عرض ۱۰ روز انجام شود، می‌تواند از بروز این بیماری جلوگیری کند. واکسن هاری در صورت تزریق زودهنگام، به میزان ۱۰۰ درصد مؤثر است و در صورت تأخیر در تزریق نیز همچنان شانس موفقیت دارد. سالانه بیش از ۱۵ میلیون نفر پس از قرار گرفتن در معرض خطر احتمالی هاری، واکسینه می‌شوند. شستن محل گزیدگی و خراشیدگی به‌مدت ۱۵ دقیقه با آب و صابون، پوویدون آیوداین یا مواد شوینده ممکن است تعداد ذرات ویروسی را کاهش دهد و تا حدودی در جلوگیری از ابتلا، مؤثر باشد.
محققان در کره جنوبی نانو ذراتی از طلا ساخته‌اند که قادر است با استفاده از ویروس هاری سرطان مغز را درمان کند.

## عامل بیماری

تصویر میکروسکوپ الکترونی از ویروس هاری

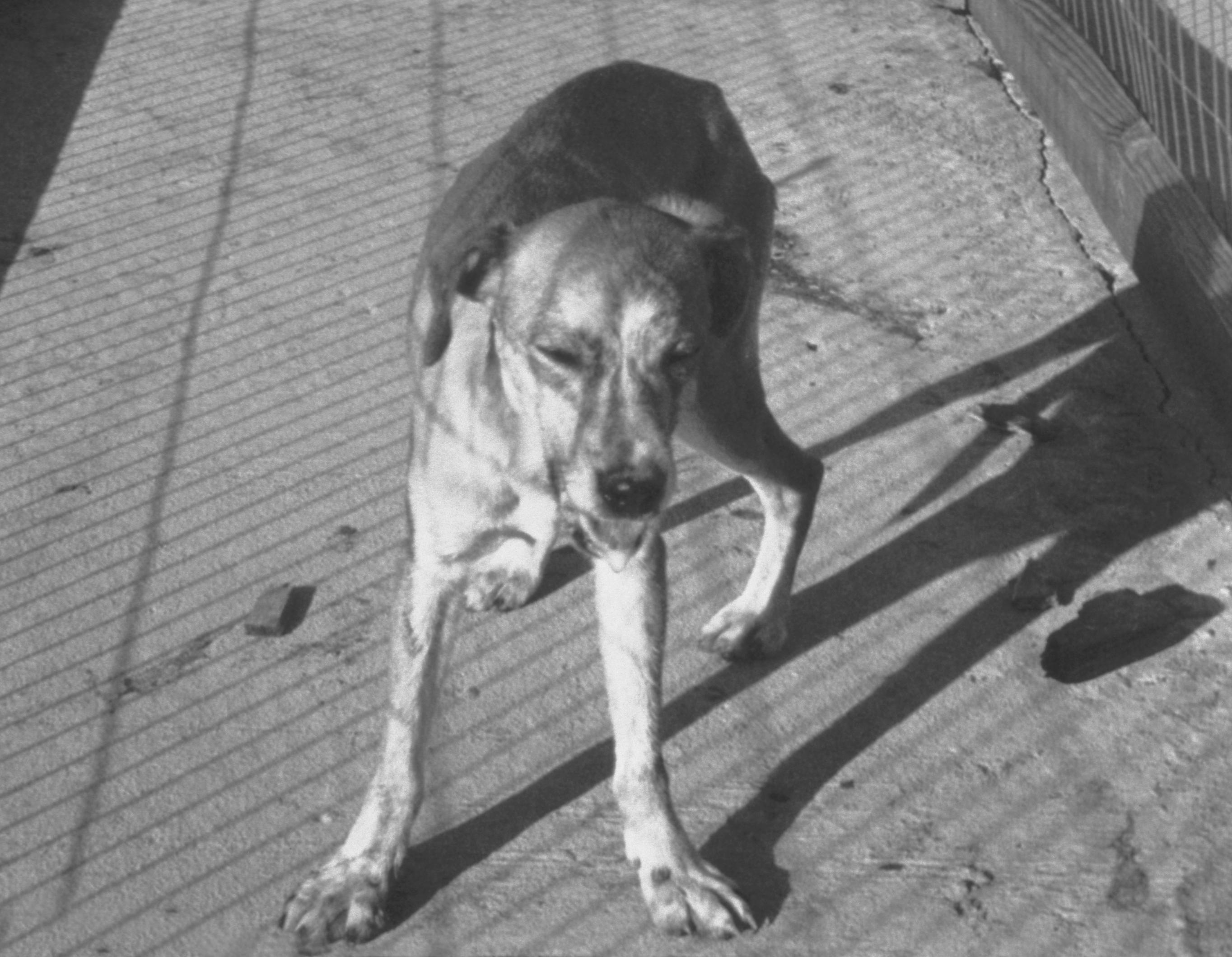
سگ مبتلا به هاری

هاری توسط تعدادی از لیساویروس‌ها از جمله ویروس هاری و لیسا ویروس خفاش استرالیایی ایجاد می‌شود. این ویروس‌ها تمایل به دستگاه عصبی داشته و با اتصال به گیرنده‌های سطحی سلول از جمله گیرنده‌های استیل‌کولین وارد سلول میزبان می‌شوند. با ورود ویروس به یاخته‌های ماهیچه‌ای یا یاخته عصبی تکثیر ویروس آغاز می‌شود.
ویروس هاری در دمای ۵۰ درجهٔ سانتی‌گراد در مدت ۱۵ دقیقه و در حرارت ۶۰ درجه در مدت ۳۵ ثانیه و در دمای ۱۰۰ درجهٔ سانتی‌گراد در مدت چند ثانیه از بین می‌رود؛ بنابراین برای ضدعفونی وسایل آلوده کافی است چند دقیقه آن‌ها را جوشاند یا با فنول و الکل شستشو داد.

### مخازن بیماری
کلیهٔ حیوانات خون‌گرم پستاندار چه وحشی و چه اهلی به این بیماری حساس هستند. البته در پرندگان ابتلاء به این بیماری فقط به‌طور مصنوعی در آزمایشگاه گزارش شده‌است. بسیاری از حیوانات از جمله راکون‌ها، خفاش‌ها، راسوها، میمون‌ها، گرگ‌ها، خرسها و روباه‌ها و حیوانات اهلی مثل سگ و گربه و گاو به این بیماری حساس بوده و قادر به انتقال بیماری به انسان و سایر حیوانات هستند.

### انتقال بیماری
مهم‌ترین راه انتقال هاری به انسان گاز گرفته‌شدن توسط حیوان هار است. حیوان بیمار معمولاً پرخاشگر و غیرقابل پیش‌بینی است. علاوه بر گاز گرفتن، تماس بزاق آلودهٔ حیوان بیمار با زخم‌های پوستی، خراش‌ها یا غشاهای مخاطی بدن می‌تواند بیماری را منتقل کند. هر گونه گازگرفتگی لزوماً به معنی انتقال بیماری هاری نیست با این‌حال اقدامات درمانی و پیشگیرانه پس از هر گونه گاز گرفته شدن ضروری است.
انتقال فرد به فرد بیماری بین انسان‌ها نادر است و با تماس‌ها و ارتباطات عادی افراد مانند لمس کردن یا دست دادن، ویروس هاری منتقل نمی‌شود اما با توجه به حضور ویروس هاری در اسپرم و ترشحات واژن، احتمال انتقال از طریق آمیزش جنسی وجود دارد. همچنین احتمال انتقال بیماری از طریق پیوند اعضا و انتقال خون از شخص بیمار نیز وجود دارد.

## پیشگیری

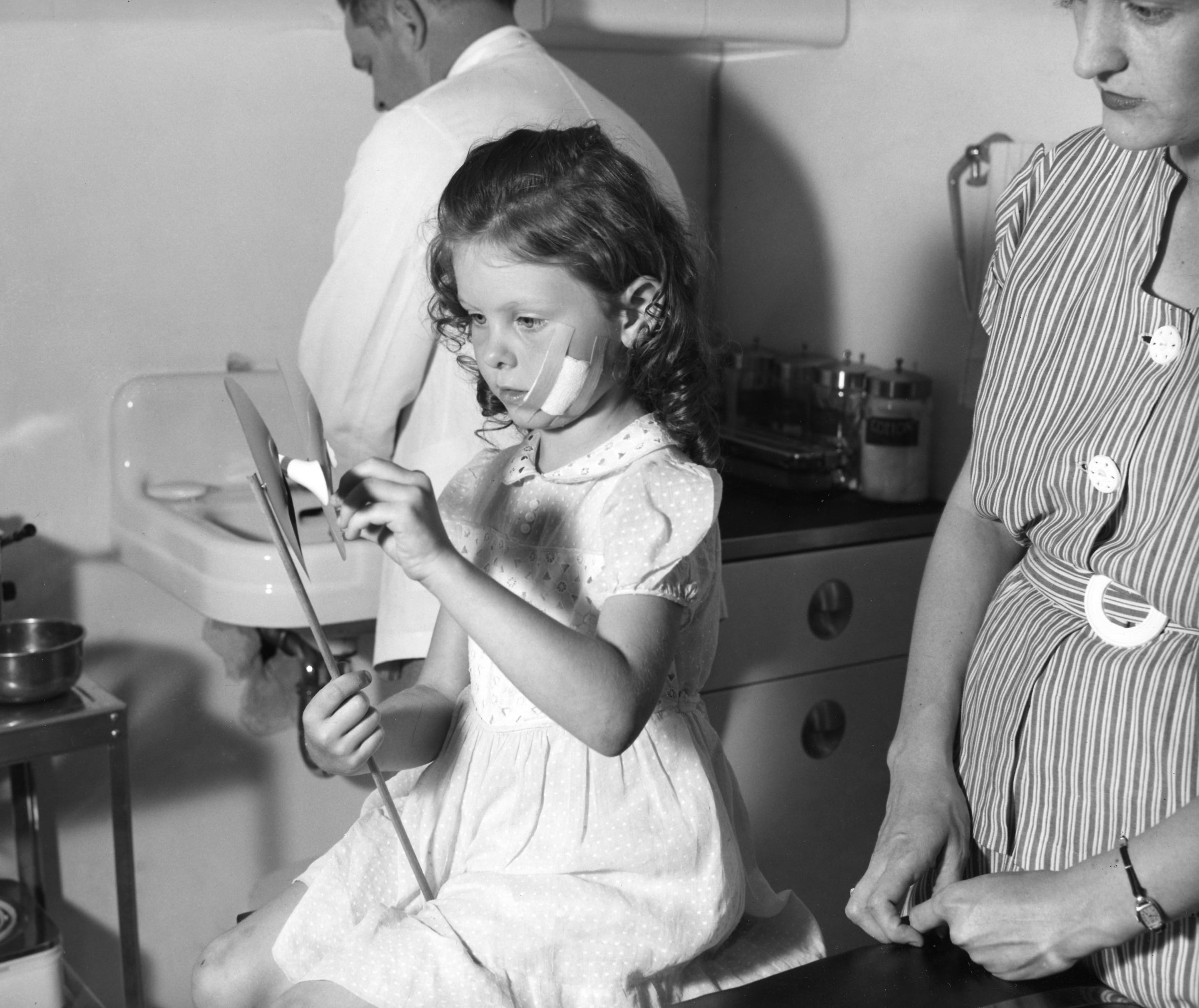
کودکی که پس از گزیدگی توسط جانور مشکوک به هاری، در انتظار دریافت واکسن است.

تقریباً تمام موارد مواجههٔ انسان با هاری، کشنده بود تا این‌که در سال ۱۸۸۵ واکسنی توسط لویی پاستور و امیل روکس ساخته شد. واکسن آن‌ها از ویروس‌های موجود در بافت‌های عصبی خرگوش‌های آلوده تهیه شده بود. واکسن‌های مشابه مشتق از بافت عصبی هنوز در برخی کشورها استفاده می‌شوند، زیرا بسیار ارزان‌تر از واکسن‌های کشت سلولی مدرن هستند. تولید واکسن هاری سلول دیپلوئید انسانی در سال ۱۹۶۷ آغاز شد. واکسن سلولی جنین مرغ خالص‌شده و واکسن هاری سلولی خالص‌شدهٔ ورو اکنون در دسترس هستند. یک واکسن نوترکیب با نام V-RG در بلژیک، فرانسه، آلمان و ایالات متحده برای پیشگیری از شیوع هاری در حیوانات غیر اهلی استفاده شده‌است. ایمن‌سازی پیش از قرار گرفتن در معرض هاری در انسان‌ها و جانوران دیگر، مورد استفاده قرار گرفته‌است. برای واکسیناسیون حیوانات، می‌توان واکسن‌های خوراکی هاری را به‌راحتی از طریق قرار دادن آن‌ها در طعمه توزیع کرد. این روش، ابتلا به هاری را در مناطق روستایی کانادا، فرانسه و ایالات متحده با موفقیت کاهش داده‌است. در مونترآل، روش استفاده از طعمه‌ها با موفقیت برای واکسیناسیون راکون‌ها انجام می‌شود.
افرادی که به دلایل شغلی مانند کارکنان آزمایشگاه تشخیص هاری، دامپزشکان، شکارچیان، دامپروران، مأموران حفاظت محیط زیست، جنگلبانان، کارکنان کشتارگاه، کسانی که در نیروهای مسلح تعلیم و تربیت سگ را به عهده دارند، کسانی که برای مطالعه به غارها می‌روند و به‌طور کلی کسانی که به نحوی ممکن است مورد گازگرفتگی حیوانات ذکر شده قرار گیرند و با حیوانات در تماس هستند، باید علیه بیماری هاری واکسینه شوند. برای پیشگیری از هاری در این افراد، واکسن در دو نوبت تزریق می‌گردد که نوبت دوم ۷ روز بعد از نوبت اول تزریق می‌گردد و این افراد هر ۴ سال باید یک نوبت واکسن به‌عنوان یادآوری دریافت نمایند. (البته بعد از اندازه‌گیری آنتی‌بادی در خون)

## درمان

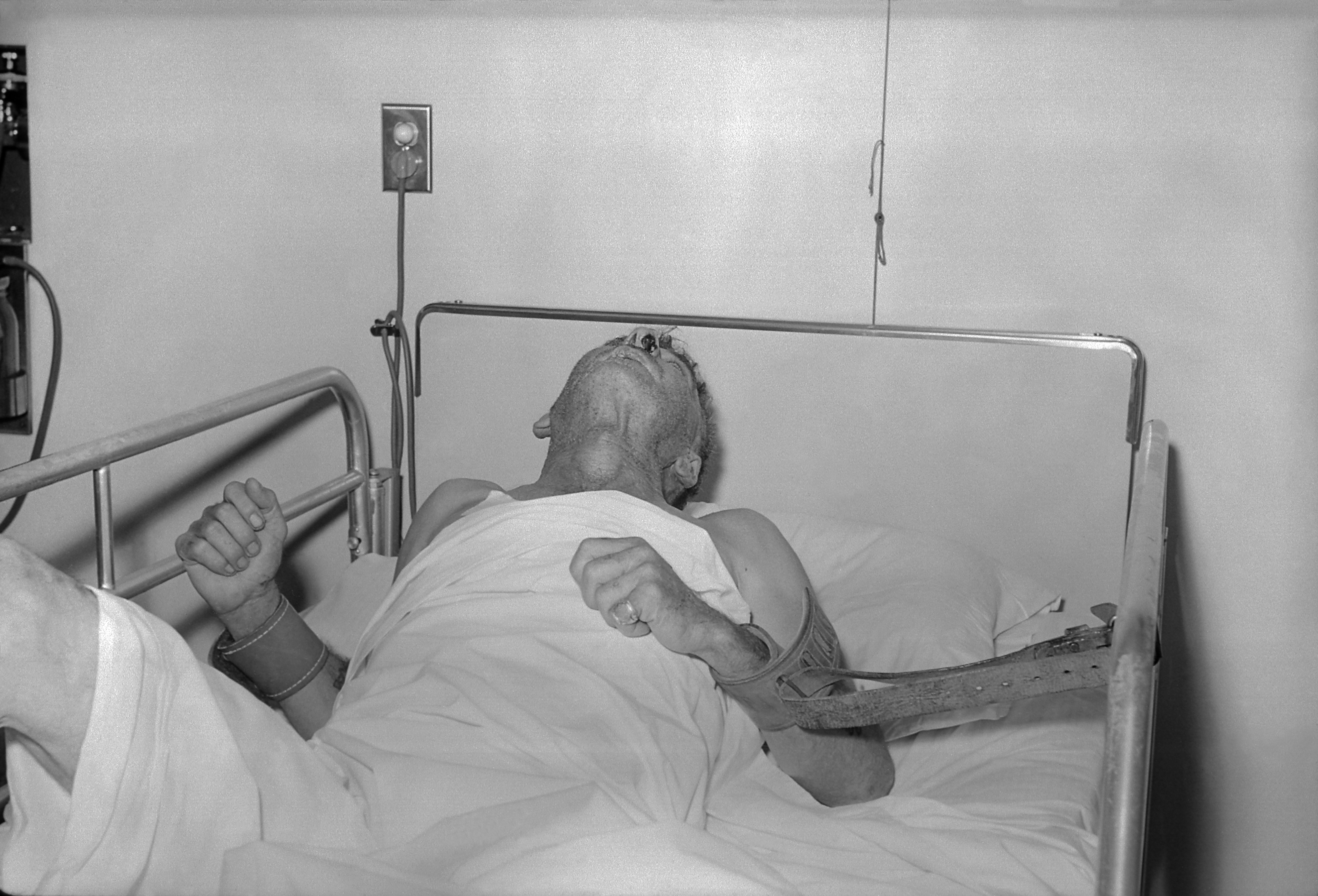
یک بیمار مبتلا به هاری در سال ۱۹۵۹

### پیش از آغاز علائم
کسی که توسط حیوانی مشکوک به هاری گاز گرفته شود باید فوراً محل گازگرفتگی را با آب و صابون به‌مدت حداقل ۱۵ دقیقه شست‌وشو دهد و سریعاً به یک مرکز مقابله با هاری مراجعه کند تا با واکسیناسیون هاری درمان شود. شست‌وشوی زخم مربوط به گازگرفتگی حیوان و بخیه نکردن و باز بودن زخم بسیار مهم است و اساس پیشگیری و درمان هاری است. سپس می‌توان از مواد ضدعفونی‌کننده مثل بتادین برای زخم استفاده نمود چون ویروس هاری به نور و جریان هوا حساس است در نتیجه زخم نباید بخیه زده شود و حتی‌الامکان روی زخم باز باشد.
به‌طور معمول، واکسیناسیون تا ۶ روز پس از گازگرفتگی و قبل از بروز علائم بیماری هاری می‌تواند ۱۰۰ درصد بیماری را از بین ببرد. اما پس از بروز علائم، دیگر درمان امکان‌پذیر نیست و بیمار — حتی با وجود مراقبت‌های کامل— طی یک یا دو هفته جان خود را از دست خواهد داد. طبق اعلام انستیتو پاستور ایران اگر فردی دچار گازگرفتگی شود یا پنجهٔ حیوان در بدن وی ایجاد خراش نماید، باید با مراکز پیشگیری و درمان هاری در سطح کشور مشاوره نموده و تحت درمان قرار گیرد. واکسیناسیون علیه هاری در چهار نوبت انجام می‌شود که نوبت اول در روز حادثه یا روز مراجعه، نوبت دوم ۳ روز بعد، نوبت سوم ۷ روز بعد، نوبت چهارم ۱۴ روز بعد تزریق می‌گردد. سرم ضد هاری نیز در مواردی که مرکز پیشگیری و درمان هاری لازم بداند تزریق می‌گردد.

### پس از آغاز علائم
تا سال ۲۰۱۶، تنها ۱۴ انسان پس از آغاز علائم هاری جان سالم به‌در برده‌اند. حداقل دو طرح درمانی برای درمان هاری پس از آغاز علائم هاری، با نام‌های پروتکل میلواکی و پروتکل رسیف (Recife)، پیشنهاد شده‌اند. پروتکل میلواکی نخستین بار در سال ۲۰۰۳ بر روی جیانا گیز (Jeanna Giese) انجام گرفت که نخستین فردی بود که بدون درمان‌های پیشگیرانه پیش از شروع علائم، از هاری جان سالم به‌در برد. این پروتکل، فرد را به کمای ناشی از مواد شیمیایی وارد می‌کند و از داروهای ضدویروس برای جلوگیری از دیس اتونومی کشنده استفاده می‌کند و پروتکلی پیچیده‌است. نسخهٔ ششم این پروتکل که آخرین بار در سال ۲۰۱۸ به‌روزرسانی شد شامل ۱۷ صفحه با ۲۲ مرحله درمان، نظارت دقیق و جدول زمانی عوارض مورد انتظار است. پروتکل رسیف از همان اصل پیروی می‌کند اما در جزئیاتی مانند خاتمهٔ آرام‌بخشی و داروهای مکمل، متفاوت است.
نجات یک دختر ۱۵ ساله از هاری در ویسکانسین، ایالات متحده آمریکا در سال ۲۰۰۴ نخستین مورد گزارش‌شده از غلبهٔ دستگاه ایمنی انسان بر این بیماری بدون استفاده از درمان‌های خاص ضد هاری بود. در ۱۲ ژوئن ۲۰۱۱ پرشس رینالدز (به انگلیسی: Precious Reynolds) دختر ۸ سالهٔ اهل شهرستان هامبولت، کالیفرنیا توانست سومین مورد بهبودیافته در ایالات متحده باشد که بدون دریافت درمان‌های پزشکی به ویروس هاری مقاومت نشان داد.

## علائم
علائم اولیهٔ هاری عبارت‌اند از سرفه، خستگی، تب، سردرد، بدن درد، سوزش در محل گازگرفتگی، کاهش اشتها، احساس تهوع، درد عضلانی و گلودرد. همچنین فرد مبتلا در طول این دوره ممکن است به صدا و نور بسیار حساس شود. پس از بروز این علائم، بهبودی فرد مبتلا ممکن نیست. مرحلهٔ نهایی بیماری هاری، دورهٔ حاد عصبی نام دارد. در طول این دوره، ویروس هاری سیستم عصبی مرکزی فرد را آلوده می‌کند. علائم نهایی هاری عبارت‌اند از: اضطراب، رفتارهای خشونت‌آمیز، توهم و افسردگی، ترس از آب (ترس از آب به دلیل بیرون آمدن کف از دهان فرد بیمار)، مشکل در صحبت کردن و تکلم، ناتوانی در بلع، فلج شدن فک، حرکت غیرطبیعی عضله دیافراگم، دو بینی، مشکلات تنفسی و ایست قلبی. در نهایت مرگ بیمار تا حداکثر پس از دو هفته از بروز علائم رخ می‌دهد.
- انسان: ترس از نور، ترس از آب، ترس از جریان هوا، درد شدید در گلو و عدم توانایی در بلع (به خاطر درد)، کبودی شدید بر روی پوست، فلجی فک، استفراغ، فلجی دست و پا (نادر است)، ترشح شدید بزاق (انسان در نهایت به علت خفگی جان خود را از دست می‌دهد)[۳۷]
- سگ و گرگ: حالت تهاجمی و ترشح شدید بزاق (در کمتر از یک هفته جانور می‌میرد)[۳۷]
- شتر: خمیازهٔ بیش از حد
- روباه و گربه: خودشان را لوس می‌کنند و به سمت نوازش تمایل دارند. انگشت را گاز می‌گیرند.[۳۷]
- گاو: چوب‌های طویله و ظرف غذای خود را گاز می‌گیرد.
- بز و گوسفند: جمجمه‌شان را به دیوار یا ستون تکیه داده و فشار می‌دهند.[۳۷]

## همه‌گیرشناسی

در سال ۲۰۱۰ حدود ۲۶ هزار نفر بر اثر این بیماری جان باختند. درحالی‌که در سال ۱۹۹۰ این رقم بیش از دو برابر یعنی ۵۵ هزار نفر (۳۱ هزار نفر در آسیا و ۲۴ هزار نفر در آفریقا) بود. در سال ۲۰۱۵ اعلام شد که بیش از ۵۹ هزار نفر در اثر این بیماری کشته شده‌اند.
بیشتر کشورهای توسعه‌یافته جهان، بیماری هاری را در میان سگ‌ها ریشه‌کن کرده‌اند. اما این بیماری هنوز در کشورهای در حال توسعه در میان سگ‌های خانگی وجود دارد. گزارش «اتحاد جهانی علیه هاری» می‌گوید روزانه حدود ۱۶۰ نفر در اثر این بیماری جان می‌دهند که اکثریت قریب به اتفاق این موارد در آسیا (۶۰ درصد) و آفریقا (۳۶ درصد) رخ می‌دهد. هند به تنهایی ۳۵ درصد از مرگ و میر ناشی از هاری را به خود اختصاص داده که بیشتر از هر کشور دیگری است.
در کل دنیا بیش از ۹۹ درصد موارد هاری در انسان از طریق سگ منتقل می‌شود اما در قاره آمریکا اکثر موارد هاری در انسان‌ها از طریق خفاش‌ها منتقل می‌شوند و انتقال از طریق سگ فقط کمتر از ۵ درصد کل موارد هاری را شامل می‌شود. بیماری هاری در حدود ۱۵۰ کشور دنیا وجود دارد. در بیشتر نقاط اروپا و استرالیا ویروس هاری فقط در خفاش‌ها وجود دارد. در برخی جزایر هم این ویروس اصلاً وجود ندارد. این بیماری به‌عنوان یک بیماری‌های گرمسیری مغفول طبقه‌بندی می‌شود.
حدود ۴۰ درصد از جان‌باختگان هاری زیر سن ۱۵ سالگی دچار گازگرفتگی می‌شوند. مبتلایان اغلب کودکانی هستند که شاید بدون ترس یا آگاهی به طرف سگ‌های آلوده رفته باشند. از آن‌جا که بسیاری از کودکان پس از گاز گرفته شدن قادر به توضیح حادثه برای والدین نیستند، این نگرانی برای سازمان‌های بهداشتی وجود دارد که آمار واقعی مرگ بسیار بالاتر از آمار رسمی باشد.

### در ایران
طبق گزارش «اتحاد جهانی علیه هاری» کشور ایران بر اثر هاری سالی ۲۰ الی ۹۰ نفر کشته می‌دهد اما آمار و ارقام ارائه‌شده از سوی مقام‌های بهداشتی ایران می‌گوید که تعداد ابتلا و مرگ و میر ناشی از هاری انگشت‌شمار است و به گفتهٔ آن‌ها این بیماری در ایران تقریباً ریشه‌کن شده‌است. به گفتهٔ رئیس مرکز مدیریت بیماری‌های واگیر وزارت بهداشت، سالانه میلیاردها ریال صرف پیشگیری از بیماری هاری در ایران می‌شود و «کمتر بیماری واگیر در کشور وجود دارد که به اندازهٔ این بیماری برای آن هزینه شود». درمان‌های رایج هاری هزینه‌های بسیار بالایی دارند اما واکسیناسیون و سایر امور پیشگیری از هاری در ایران، به‌طور رایگان انجام می‌شود.